# Metasoma
Der Ausdruck Metasoma bezeichnet bei Taillenwespen (Apocrita), also den Hautflüglern mit Wespentaille, den abgetrennten Teil ab dem zweiten Segment des Hinterleibs (Abdomen). Das Metasoma schließt an das Mesosoma an.
Bei manchen Arten ist das erste Segment des Metasomas als Stielchenglied (Petiolus) gebildet (beispielsweise einige Grabwespen), oder auch die ersten beiden Segmente (bei Knotenameisen). Der restliche Hinterleib, der je nach Art des Insekts mit dem zweiten, dritten oder vierten Hinterleibssegment beginnt, wird als Gaster bezeichnet.
Bei Skorpionen (Scorpiones) wird als Metasoma der „Schwanz“ (Cauda) bezeichnet, also die an das Mesosoma nach hinten anschließenden Segmente einschließlich des Telsons mit dem Giftstachel.